# Manoel Barenbein
Manoel Barenbein (Ponta Grossa, 1942) é um produtor musical brasileiro conhecido por seu trabalho com artistas como Caetano Veloso, Erasmo Carlos, Mutantes, Gilberto Gil, Jorge Ben Jor e Chico Buarque. Foi o produtor do disco coletivo Tropicália ou Panis et Circensis, marco do movimento tropicalista.